# 2024년 하계 올림픽 싱가포르 선수단
2024년 하계 올림픽 싱가포르 선수단은 2024년 7월 26일부터 8월 11일까지 프랑스 파리에서 열린 2024년 하계 올림픽에 참가한 올림픽 싱가포르 선수단이다.

## 출전 선수
| 종목     | 남자 | 여자 | 전체 |
| -------- | ---- | ---- | ---- |
| 골프     | 0    | 1    | 1    |
| 배드민턴 | 2    | 2    | 4    |
| 사격     | 0    | 1    | 1    |
| 수영     | 1    | 4    | 5    |
| 승마     | 0    | 1    | 1    |
| 요트     | 2    | 0    | 2    |
| 육상     | 1    | 1    | 2    |
| 조정     | 0    | 1    | 1    |
| 카누     | 0    | 1    | 1    |
| 탁구     | 1    | 2    | 3    |
| 펜싱     | 0    | 2    | 2    |
| 전체     | 7    | 16   | 23   |

## 메달 집계
| 종목 | 1 | 2 | 3 | 합계 |
| 종목 | ' | ' | ' | '    |
| 종목 | ' | ' | ' | '    |
| 종목 | ' | ' | ' | '    |
| 합계 | ' | ' | ' | '    |

## 종목별 성적

### 배드민턴
- 뤄젠유

### 육상

#### 여자
트랙 경기
| 선수          | 세부 종목 | 예선 | 예선 | 결선 | 결선      |
| 선수          | 세부 종목 | 기록 | 순위 | 기록 | 최종 순위 |
| 샨티 페레이라 | 200m      |      |      |      |           |

### 펜싱
- 아미타 베르티에
- 키리아 티카나흐

## 같이 보기
- 2024년 하계 올림픽